# Théorie de la fonctionnelle de la densité
Pour les articles homonymes, voir DFT.
La théorie de la fonctionnelle de la densité (DFT, sigle pour Density Functional Theory) est une méthode de calcul quantique permettant l'étude de la structure électronique, en principe de manière exacte. Au début du XXIe siècle, il s'agit de l'une des méthodes les plus utilisées dans les calculs quantiques aussi bien en physique de la matière condensée qu'en chimie quantique en raison de son application possible à des systèmes de tailles très variées, allant de quelques atomes à plusieurs centaines.
La DFT repose sur les deux théorèmes de Hohenberg et Kohn. Le premier théorème stipule qu’à une densité électronique donnée correspond une fonction d’onde unique. Le second théorème postule que l’énergie, fonctionnelle de la densité électronique, obéit au principe variationnel. Ainsi, selon les deux théorèmes de Hohenberg et Kohn, on peut connaître totalement l’état d’un système électronique en déterminant sa densité électronique et on peut obtenir la densité électronique de l’état fondamental en minimisant l’énergie du système.
La DFT est également utilisée (dans un formalisme présentant des similarités, sous le nom cDFT (classical DFT)) pour la description thermodynamique des fluides classiques.

## Historique
Les méthodes traditionnelles pour étudier la structure électronique de la matière, en particulier la théorie Hartree-Fock et les méthodes dérivées de ce formalisme, se fondent en général sur une fonction d'onde multiélectronique. L'objectif principal de la théorie de la fonctionnelle de la densité est de remplacer la fonction d'onde multiélectronique par la densité électronique en tant que quantité de base pour les calculs.
Alors que la fonction d'onde multiélectronique dépend de 3×N variables (où N est le nombre total de particules du système), la densité ne dépend que de trois variables, et ce indépendamment de la taille du système étudié. Il s'agit donc d'une quantité plus facile à traiter tant mathématiquement que conceptuellement. Le principe de la DFT consiste en une reformulation du problème quantique à N corps en un problème monocorps (si l'on ne tient pas compte du spin) avec pour paramètre la densité électronique.
L'idée centrale de la DFT est que la seule densité électronique de l'état fondamental du système détermine entièrement les valeurs moyennes des observables, comme l'énergie. Elle trouve ses origines dans le modèle développé par Llewellyn Thomas et Enrico Fermi à la fin des années 1920. Néanmoins il faudra attendre le milieu des années 1960 et les contributions de Pierre Hohenberg (en), Walter Kohn et Lu Sham (en) pour que soit établi le formalisme théorique sur lequel repose la méthode actuelle.
La DFT a été à l'origine principalement développée dans le cadre de la théorie quantique non-relativiste (équation de Schrödinger indépendante du temps) et dans l'approximation de Born-Oppenheimer. La théorie fut par la suite étendue au domaine de la mécanique quantique dépendante du temps (on parle alors de TD-DFT pour Time-Dependent Density Functional Theory) et au cadre relativiste.

## Notions de base
« Les lois physiques fondamentales nécessaires à la théorie mathématique d'une grande partie de la physique et de la totalité de la chimie sont ainsi complètement connues, et la difficulté est seulement que l'application exacte de ces lois mène à des équations beaucoup trop complexes pour être résolues »

— Paul A.M. Dirac, 1929

### Équation de Schrödinger
L'équation fondamentale à résoudre pour décrire la structure électronique d'un système à plusieurs noyaux et électrons est l'équation établie par Erwin Schrödinger (1887-1961) en 1925, appelée depuis équation de Schrödinger, et qui s'écrit :
où {\displaystyle \,\!H} est l'hamiltonien moléculaire et {\displaystyle \,\!\Psi } la fonction d'onde. Les deux premiers termes de l'hamiltonien sont respectivement les opérateurs énergie cinétique des {\displaystyle \,\!N} électrons (indexés {\displaystyle \,\!i}) et des {\displaystyle \,\!A} noyaux atomiques (indexés {\displaystyle \,\!I}). Les trois autres termes représentent les différents potentiels d'interaction électron-noyau, électron-électron et noyau-noyau.
Sous cette forme, l'équation de Schrödinger est trop complexe pour pouvoir être résolue analytiquement. De manière à simplifier la résolution de cette équation, Max Born (1882-1970) et Robert Oppenheimer (1904-1967) ont proposé une approximation visant à simplifier l'équation de Schrödinger. L'approximation de Born-Oppenheimer considère la position des noyaux atomiques comme fixes ; leur énergie cinétique peut donc être négligée et le terme d'interaction entre noyaux considéré comme une constante (que l'on notera {\displaystyle \,\!E_{II}}). Cette approximation se justifie par le rapport de masse entre les particules constitutives du noyau (protons et neutrons) et les électrons. L'équation à résoudre s'écrit alors :
{\displaystyle H\Psi =\left[T_{e}+V_{ei}+V_{ee}+E_{II}\right]\Psi =E\Psi }
Avec
{\displaystyle T_{e}=-\sum _{i}^{N}{\frac {\hbar ^{2}}{2m}}\nabla _{i}^{2}\ ,\ V_{ei}=-\sum _{i,I}{\frac {Z_{I}e^{2}}{|{\vec {r}}_{i}-{\vec {R}}_{I}|}}\ ,\ V_{ee}=\sum _{i<j}{\frac {e^{2}}{|{\vec {r}}_{i}-{\vec {r}}_{j}|}}}
De manière à alléger les notations, on représentera, par convention, l'opérateur énergie cinétique par {\displaystyle \,\!T}, le potentiel externe ressenti par les électrons par {\displaystyle \,\!V_{ext}} et le potentiel d'interaction électron-électron par {\displaystyle \,\!U}. L'équation s'écrit dès lors sous une forme plus condensée comme :
De nombreuses méthodes ont été développées pour résoudre l'équation de Schrödinger multiélectronique en décrivant par exemple la fonction d'onde comme un déterminant de Slater ; c'est le cas de la méthode de Hartree-Fock. La DFT fournit une méthode alternative en considérant comme quantité de base pour la description du système la densité électronique.

### Densité électronique

#### Définition et propriétés

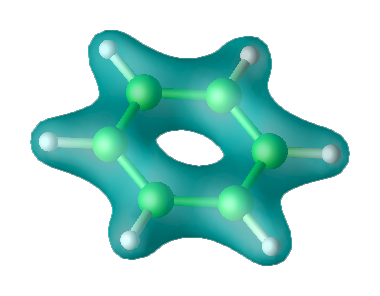
Représentation de la densité électronique pour une molécule de benzène dans son état fondamental.

La probabilité de trouver un électron parmi les {\displaystyle \,\!N} électrons du système dans un élément de volume {\displaystyle \,\!d{\vec {r}}} centré sur la position {\displaystyle \,\!{\vec {r}}} s'exprime comme :
où {\displaystyle \,\!n(r)} est la densité de probabilité électronique qui est définie comme :
La densité de probabilité possède notamment deux propriétés importantes :
- {\displaystyle n({\vec {r}}\rightarrow \infty )=0}
- {\displaystyle \int n({\vec {r}})d{\vec {r}}=N}

#### Densité de paire
La densité de paire est la probabilité de trouver simultanément 2 des N électrons du système dans les éléments de volume {\displaystyle \,\!d{\vec {r}}} et {\displaystyle \,\!d{\vec {r}}'} et est notée {\displaystyle P_{2}({\vec {r}},{\vec {r}}')drdr'}

#### Notion de corrélation de paire
Pour des particules non-corrélées, la densité de paire introduite précédemment est simplement égale au produit des probabilités
Pour un système de particules corrélées, on définit la corrélation de paire comme l'écart
On introduit également la fonction de corrélation de paire {\displaystyle h({\vec {r}},{\vec {r}}')} en factorisant par {\displaystyle n({\vec {r}})n({\vec {r}}')}

#### Notion de trou d'échange-corrélation
Si on divise la relation précédente par {\displaystyle n({\vec {r}})}, on fait apparaître la notion dite de trou d'échange-corrélation {\displaystyle n_{XC}({\vec {r}},{\vec {r}}')} définie de la manière suivante
avec {\displaystyle n_{XC}({\vec {r}},{\vec {r}}')=n({\vec {r}}')h({\vec {r}},{\vec {r}}')}.
Cette notion tire son nom du fait que la répulsion entre électrons tend à faire qu'un électron donné est entouré d'une région dans laquelle la probabilité de trouver un autre électron est très faible, cette région forme une sorte de trou de probabilité.

## Modèle de Thomas-Fermi
La Théorie de la Fonctionnelle de la Densité tire ses origines du modèle de Thomas-Fermi, développé par Llewellyn Thomas (1903-1992) et Enrico Fermi (1901-1954) en 1927. 
La méthode de Thomas-Fermi repose sur un modèle statistique afin d’approximer la distribution électronique autour d’un atome. La base mathématique utilisée était de postuler que les électrons sont distribués de manière uniforme dans l’espace des phases, avec deux électrons dans chaque h3 de volume. Pour chaque élément de coordonnées de l’espace volumique d3r il est possible de remplir une sphère de l'espace des impulsions jusqu’à l'impulsion (ou quantité de mouvement) de Fermi pf.
La mise en équation du nombre d’électrons en coordonnées spatiales dans cet espace des phases donne :
La résolution de cette équation pour pf et sa substitution dans la formule de l’énergie cinétique classique conduit directement à l’obtention d’une énergie cinétique, représentée comme une fonctionnelle de la densité électronique :
De cette manière, il leur a été possible de calculer l’énergie d’un atome, en utilisant cette fonctionnelle d’énergie cinétique combinée avec l’expression classique des interactions noyau–électron et électron–électron qui peuvent eux aussi être exprimées en termes de densité électronique.
Bien que cela soit une importante première étape, la précision de l’équation de Thomas-Fermi reste cependant limitée, parce que la fonctionnelle de l’énergie cinétique résultante est approximée mais aussi parce que cette méthode ne tient pas compte de l’énergie d’échange des électrons, conséquence du principe de Pauli, ni de la corrélation électronique. Une fonctionnelle d’échange énergétique fut ajoutée par Paul Dirac (1902-1984) en 1930.
Cependant, la méthode de Thomas-Fermi-Dirac reste relativement imprécise pour la plupart des applications, la plus grande source d’erreur provenant de l’écriture de l’énergie cinétique qui peut toutefois être améliorée en y ajoutant la correction proposée en 1935 par Carl von Weizsäcker (1912-2007) qui prend en compte le gradient de la densité dans l'expression de la fonctionnelle de l'énergie cinétique :
La méthode de Thomas-Fermi a été notamment utilisée pour les équations d'états des éléments chimiques mais sa portée ne peut être guère plus étendue.
Edward Teller (1908-2003) a en effet montré en 1962 que la théorie de Thomas-Fermi était incapable de décrire la liaison moléculaire.

## Formalisme mathématique

### Théorèmes de Hohenberg et Kohn

#### Premier théorème de Hohenberg et Kohn
Si on considère un gaz d’électrons, le potentiel externe agissant sur ces particules détermine l’état fondamental de ce système et la densité de charge correspondante. Ainsi, toutes les quantités physiques concernant cet état (comme l’énergie totale du système) sont des fonctionnelles du potentiel externe. Comme cela a été démontré initialement par Hohenberg (en) et Kohn, en raison de la correspondance biunivoque existant entre le potentiel externe {\displaystyle V_{ext}} et la densité électronique de l’état fondamental {\displaystyle n({\vec {r}})} (c'est-à-dire: {\displaystyle n({\vec {r}})\longleftrightarrow V_{ext}}, permettant d’exprimer le premier comme une fonctionnelle de la deuxième)
| L’énergie totale du système à l’état fondamental est également une fonctionnelle unique et universelle de la densité électronique, soit : {\displaystyle E=E[n({\vec {r}})]} |

En d’autres termes, le but de la DFT n’est pas d’obtenir une bonne approximation sur la fonction d’onde de l’état fondamental du système, mais plutôt d’exprimer l’énergie du système comme une fonctionnelle de la densité, sans se préoccuper de la fonction d’onde. Le fait de démontrer que toutes les observables d’un système à plusieurs électrons sont fonctionnelles uniques de la densité électronique est à la base de la théorie de la fonctionnelle de la densité. Un exemple du potentiel externe {\displaystyle V_{ext}} est le potentiel {\displaystyle V_{ei}}{\displaystyle (V_{ei}=-\sum _{i,I}{\frac {Z_{I}e^{2}}{|{\vec {r}}_{i}-{\vec {R}}_{I}|}})}. Celui-ci s’écrit comme la somme de potentiels à un corps, représentant l’interaction d’un électron avec le réseau cristallin. La conséquence de ce théorème est que l’énergie de l’état fondamental peut maintenant s’écrire comme une fonctionnelle de la densité
{\displaystyle E[n(r)]=\langle \psi |T_{e}+V_{ee}+V_{ext}|\psi \rangle }
La densité exacte de l’état fondamental peut être obtenue par minimisation de {\displaystyle E[n(r)]}
{\displaystyle E_{0}=\min _{n}E[n({\vec {r}})]}Ce résultat constitue le premier théorème de Hohenberg et Kohn. Ce théorème est à la base de la DFT et explique l’appellation donnée à cette théorie. A la différence de la méthode Hartree-Fock, dans laquelle l’énergie totale du système est une fonctionnelle de la fonction d’onde, l’énergie totale du système à l’état fondamental est définie dans le formalisme de la DFT comme une fonctionnelle de la densité électronique de l’état fondamental.
Une conséquence immédiate de ce théorème est que la densité électronique détermine de façon unique l’opérateur hamiltonien. Cela signifie que l’hamiltonien est spécifié par le potentiel externe et le nombre total d’électrons, {\displaystyle N}, qui peut être calculé à partir de la densité électronique simplement en intégrant sur tout l’espace. Ainsi en principe, en connaissant la densité de charge, l’opérateur hamiltonien peut être déterminé et à travers cet hamiltonien, les propriétés de la molécule ou du matériau peuvent être calculées : la valeur attendue de l’état fondamental de toute observable {\displaystyle O} est une fonctionnelle unique de la densité électronique exacte à l’état fondamental : {\displaystyle O=O[n({\vec {r}})]}  . De ce fait, contrairement à la méthode Hartree-Fock, la connaissance initiale de la fonction d’onde du système n’est en principe pas nécessaire pour évaluer ses propriétés physiques ou chimiques. Dans le formalisme de la DFT, les propriétés d’un système sont parfaitement déterminées par la connaissance de {\displaystyle n({\vec {r}})} dans la mesure où la relation entre la propriété considérée et la densité de charge a été établie :{\displaystyle n({\vec {r}})\Longrightarrow H\Longrightarrow |\psi (n[{\vec {r}}])\rangle \Longrightarrow O[n({\vec {r}})]=\langle \psi (n[{\vec {r}}])|O|\psi (n[{\vec {r}}])\rangle }Ce premier théorème de Hohenberg et Kohn peut être étendu aux systèmes à polarisation de spin : l’énergie totale du système ainsi que toutes les autres propriétés de l’état fondamental sont des fonctionnelles à la fois de la densité de spin up {\displaystyle \alpha } et de la densité de spin down {\displaystyle \beta } :
{\displaystyle E=E[n_{\alpha }({\vec {r}}),n_{\beta }({\vec {r}})]}La démonstration du fait que l’énergie totale d’un système à l’état fondamental soit une fonctionnelle de la densité électronique a permis à Hohenberg et Kohn d’exprimer cette fonctionnelle {\displaystyle E[n({\vec {r}})]} dans un potentiel externe donné {\displaystyle V_{ext}({\vec {r}})} selon l’expression :
{\displaystyle E[n({\vec {r}})]=F_{HK}[n({\vec {r}})]+\int {V_{ext}({\vec {r}})n({\vec {r}})d{\vec {r}}}}La partie de la fonctionnelle énergie qui n’est pas liée au potentiel externe, {\displaystyle F_{HK}[n({\vec {r}})]} est la fonctionnelle universelle de Hohenberg et Kohn :
{\displaystyle F_{HK}[n({\vec {r}})]=\langle \psi ({\vec {r}})|T_{e}+V_{ee}|\psi ({\vec {r}})\rangle }

#### Deuxième théorème de Hohenberg et Kohn
Le deuxième théorème de Hohenberg et Kohn est un principe variationnel analogue à celui proposé dans l’approche Hartree-Fock pour une fonctionnelle de la fonction d’onde {\displaystyle ({\partial E[\psi ] \over \partial \psi }=0)} mais appliqué cette fois à une fonctionnelle de la densité électronique :
{\displaystyle {\partial E[n({\vec {r}})] \over \partial [n({\vec {r}})]}{\bigg |}_{n_{0}({\vec {r}})}=0}
Où {\displaystyle n_{0}({\vec {r}})} est la densité électronique exacte de l’état fondamental du système.
Ce deuxième théorème peut être énoncé comme suit :
| \| Il existe une fonctionnelle universelle {\displaystyle E[n({\vec {r}})]} exprimant l’énergie en fonction de la densité électronique {\displaystyle n({\vec {r}})} , valide pour tout potentiel externe. Pour un potentiel et un nombre d’électrons donnés, l’énergie de l’état fondamental du système est la valeur qui minimise cette fonctionnelle, et la densité qui lui est associée correspond à la densité exacte {\displaystyle n_{0}({\vec {r}})} de l’état fondamental. \| |
| Il existe une fonctionnelle universelle {\displaystyle E[n({\vec {r}})]} exprimant l’énergie en fonction de la densité électronique {\displaystyle n({\vec {r}})} , valide pour tout potentiel externe. Pour un potentiel et un nombre d’électrons donnés, l’énergie de l’état fondamental du système est la valeur qui minimise cette fonctionnelle, et la densité qui lui est associée correspond à la densité exacte {\displaystyle n_{0}({\vec {r}})} de l’état fondamental.       |

Selon les deux théorèmes de Hohenberg et Kohn, la résolution de l’équation de Schrödinger consiste à rechercher la minimisation de {\displaystyle E[n({\vec {r}})]} ({\displaystyle E[n(r)]=\langle \psi |T_{e}+V_{ee}+V_{ext}|\psi \rangle }), sachant que les densités par rapport auxquelles on minimise doivent vérifier la contrainte de conservation du nombre total de particules.
{\displaystyle \int {n({\vec {r}})d{\vec {r}}}=N}et
{\displaystyle n(r\longrightarrow \infty )=0}
En résumé, dans le cadre de la DFT, la recherche de l’état fondamental revient a priori à minimiser la fonctionnelle de la densité sous la contrainte précédente. L’analyse menée dans cette section a permis de souligner le fait que la connaissance de la fonctionnelle {\displaystyle F_{HK}[n({\vec {r}})]} suffirait à déterminer l’énergie totale du système ainsi que ses propriétés à l’état fondamental. Cependant,la forme de cette fonctionnelle demeure inconnue à l’heure actuelle de façon exacte. Il est par conséquent nécessaire de recourir à des approximations qui correspondent aux équations de Kohn-Sham établies dans l’objectif de fournir les fondements nécessaires pour exploiter de façon effective les théorèmes de Hohenberg et Kohn.

### Ansatz de Kohn et Sham
« Si vous n'aimez pas la réponse, modifiez la question. »

— 

Schéma décrivant le processus itératif pour la résolution des équations de Kohn-Sham.

L’énergie cinétique d’un gaz d’électrons en interaction étant inconnue, Walter Kohn (1923-2016) et Lu Sham ont proposé en 1965 un ansatz qui consiste à remplacer le système d'électrons en interaction, impossible à résoudre analytiquement, par un problème d'électrons indépendants évoluant dans un potentiel externe.
Mathématiquement, cela revient à exprimer la fonctionnelle énergie totale de Hohenberg et Kohn décrite comme :
par l'expression suivante :
où {\displaystyle \,\!T_{S}[n]} est l'énergie cinétique des électrons sans interaction et {\displaystyle \,\!V_{S}[n]} le potentiel dans lequel les électrons se déplacent. La densité électronique {\displaystyle \,\!n_{S}(r)}  est strictement égale à la densité apparaissant dans la fonctionnelle définie par Hohenberg et Kohn si le potentiel externe {\displaystyle \,\!V_{S}[n]} est défini comme :
où {\displaystyle V} est le potentiel externe ressenti par les électrons, {\displaystyle U} est le potentiel d'interaction électron-électron et {\displaystyle (T-T_{s})} est la correction à l'énergie cinétique à la suite du processus de Kohn et Sham. L'intérêt de la reformulation introduite par Kohn et Sham est que l'on peut maintenant définir un hamiltonien monoélectronique et écrire les équations de Kohn-Sham monoélectroniques qui, contrairement à l'équation de Schrödinger définie plus haut, peuvent être résolues analytiquement :
La résolution des équations de Kohn-Sham va permettre de déterminer les orbitales {\displaystyle \phi _{i}({\vec {r}})} qui vont reproduire la densité électronique du système multiélectronique d'origine.
Le potentiel effectif monoélectronique apparaissant dans l'équation peut être exprimé de manière plus détaillée comme :
Le premier terme est le potentiel externe créé par les noyaux, le deuxième exprime l'interaction coulombienne classique entre paire d'électrons (et est également appelé potentiel Hartree). Le dernier terme est le potentiel d'échange-corrélation et contient, outre l'échange et la corrélation électronique, les corrections à l'énergie cinétique. Celle-ci n'est pas connue exactement, le choix d'une fonction d'échange corrélation approximée constitue l'un des principaux choix d'approximation en DFT dans l'approche Kohn-Sham.
Comme on peut l'observer dans l'équation, ce potentiel dépend de la densité électronique, qui elle-même est calculée à partir des fonctions d'ondes des électrons indépendants, qui elles-mêmes dépendent du potentiel calculé à partir de la densité, etc. 
Cette approche conduit donc à un traitement dit self-consistent field (ou méthode du champ auto-cohérent) : en partant d'une valeur arbitraire de départ, on calcule en boucle les valeurs de densité, potentiel et fonctions d'ondes jusqu'à une situation stable où ces différentes valeurs n'évoluent presque plus.

### Résolution numérique des équations de K-S
L'ansatz de Kohn et Sham permet d'aboutir à un ensemble d'équations de Schrödinger monoélectroniques connues sous le nom d'équations de Kohn-Sham :
qui doivent être résolues numériquement selon un processus itératif. De manière à pouvoir résoudre ces équations de manière numérique, un certain nombre d'approximations peuvent ou doivent être envisagées. Klaus Capelle recense ainsi trois types d'approximations qui peuvent globalement être distinguées en DFT. L'une est purement conceptuelle et concerne l'interprétation à donner aux valeurs propres {\displaystyle \,\!\epsilon _{i}} obtenues après résolution. Il ne s'agit donc pas exactement d'une approximation mais plutôt d'une réflexion sur la signification physique des valeurs propres. Le deuxième type d'approximation est d'ordre "technique" et concerne les choix effectués pour simplifier la résolution des équations ; il s'agit principalement du choix des fonctions de bases et de la réduction du nombre d'électrons à prendre en considération dans les calculs (c'est-à-dire l'utilisation de pseudopotentiel). Ces deux approches seront brièvement décrites ci-dessous.

## Approximations
Comme décrit plus haut la théorie DFT est, au stade des équations de Kohn-Sham, une théorie parfaitement exacte (mises à part l'approximation de Born-Oppenheimer et les approches numériques discutées précédemment) dans la mesure où la densité électronique qui minimise l'énergie totale est exactement la densité du système de N électrons en interaction. Cependant, la DFT reste inapplicable car le potentiel d'échange-corrélation (contenant également la correction à l'énergie cinétique) reste inconnu. Il est donc nécessaire d'approximer ce potentiel d'échange-corrélation. Deux types d'approximations existent : l'approximation de la densité locale ou LDA et l'approximation du gradient généralisé ou GGA ainsi que les  méthodes dérivées qui se fondent sur une approche non locale.

### LDA ou approximation de la densité locale
L'approche de la densité locale est fondée sur le modèle du gaz uniforme d'électrons et constitue l'approche la plus simple pour exprimer l'énergie d'échange-corrélation. Celle-ci est décrite comme :
où {\displaystyle \varepsilon _{xc}[n]} désigne l'énergie d'échange-corrélation pour une particule d'un gaz homogène d'électrons.
La fonction {\displaystyle \varepsilon _{xc}[n]} peut être décomposée en une contribution d'échange {\displaystyle \varepsilon _{x}[n]} et de corrélation {\displaystyle \varepsilon _{c}[n]} :
La contribution provenant de l'échange électronique dans l'approximation de la densité locale est connue et provient de la fonctionnelle d'énergie d'échange formulée par Dirac
L'approximation LDA peut être formulée de manière plus générale en prenant en compte le spin de l'électron dans l'expression de la fonctionnelle, on parle alors d'approximation LSDA (pour local spin density approximation). Cette approche fut initialement proposée par John C. Slater (1900-1976) et permet de résoudre certains problèmes liés à une approche LDA, notamment le traitement de systèmes soumis à des champs magnétiques et les systèmes où les effets relativistes deviennent importants.
En prenant en compte l'approximation LSDA, la fonctionnelle d'échange est exprimée comme :
où {\displaystyle \alpha } et {\displaystyle \beta } expriment les spins up et down.
Pour l'énergie de corrélation, des valeurs précises sont disponibles via les calculs de Monte Carlo quantique établi par Ceperley et par Ceperley et Alder dont les résultats peuvent être interpolés afin d'obtenir une forme analytique. Il existe donc de nombreuses paramétrisations pour l'énergie de corrélation telles que, par exemple, celles de Hedin-Lundqvist , Perdew-Zunger ou Volko-Wilkes-Nusair

« L'approximation LSD est ainsi une approximation "first-principle", dans le sens où ses paramètres ne sont pas interpolés empiriquement à des résultats calculés ou expérimentaux autres que ceux pour lesquels sa forme est exacte. »

— J. Perdew et al (1996)
Bien qu'étant une approche assez simple conceptuellement, l'approximation LDA permet néanmoins d'obtenir de bons résultats. Une compensation des erreurs permet d'expliquer en partie le relatif succès de la méthode LDA. Celle-ci tend en effet à sous-estimer l'énergie d'échange alors qu'elle surestime l'énergie de corrélation ce qui permet, in fine d'obtenir des valeurs assez bonnes pour l'énergie d'échange-corrélation.

### GGA ou approximation des gradients généralisée
L'approche LDA se fondait sur le modèle du gaz d'électrons et supposait donc une densité électronique uniforme. Cependant les systèmes atomiques ou moléculaires sont le plus souvent très différents d'un gaz d'électrons homogène et, de manière plus générale, on peut considérer que tous les systèmes réels sont inhomogènes c'est-à-dire que la densité électronique possède une variation spatiale. Les méthodes dites GGA (Generalized gradient approximation), parfois aussi appelées méthodes non locales, ont été développées de manière à prendre en compte cette variation de la densité en exprimant les énergies d'échanges et de corrélation en fonction de la densité mais également de son gradient (c'est-à-dire sa dérivée première).   
De manière générale, l'énergie d'échange-corrélation est définie dans l'approximation GGA comme :
Globalement, les fonctionnelles GGA sont construites selon deux types de procédures différents. L'un est de nature empirique et consiste en une interpolation numérique des résultats expérimentaux obtenus sur un grand nombre de molécules. On peut citer comme exemple de fonctionnelle construite selon ce processus les fonctionnelles d'échange notée B (Becke88), PW (Perdew-Wang) ou bien encore mPW (modified Perdew-Wang). 
La deuxième procédure consiste à construire les fonctionnelles sur la base des principes de la mécanique quantique (et est en ce sens plus rationnelle). Les fonctionnelles d'échange B88 (Becke88), P (Perdew86) ou PBE (Perdew-Burke-Ernzerhof) sont construites de cette manière.

### Au-delà de l’approximation du gradient généralisé, l'échelle de Jacob
Les méthodes GGA permettent d'obtenir une amélioration des résultats par rapport à une approche locale. Cependant, comme décrit plus haut, l'approche GGA n'est pas toujours suffisante pour une description correcte de diverses propriétés chimiques des composés. C'est pourquoi, à partir du milieu des années 1990, de nouveaux types de fonctionnelles ont été développées de manière à aller au-delà des résultats fournis par des méthodes GGA. Les fonctionnelles dites meta-GGA (ou m-GGA) font ainsi intervenir dans les équations le laplacien (c'est-à-dire la dérivée seconde) de la densité. Celles-ci permettent un gain de précision dans la détermination des propriétés moléculaires mais posent certains problèmes au niveau de la stabilité numérique. On peut citer comme exemple de fonctionnelle m-GGA, la fonctionnelle de corrélation B95 développée par Becke. Un degré de précision supplémentaire est atteint en combinant l'échange et la corrélation obtenu par des méthodes GGA avec un certain pourcentage d'échange décrit par la théorie Hartree-Fock. Les fonctionnelles construites sur ce principe sont qualifiées de fonctionnelles hybrides, on parle alors de fonctionnelles H-GGA (hybrid-GGA functional). La détermination du pourcentage d'échange Hartree-Fock à inclure dans la fonctionnelle est essentiellement déterminée de manière empirique. L'utilisation de ce type de fonctionnelle permet une amélioration significative des résultats et est devenue depuis plusieurs années le choix le plus populaire dans le domaine de la chimie quantique. La fonctionnelle d'échange-corrélation hybride B3LYP représentait ainsi 80 % d'utilisation sur la période 1990-2006. Les fonctionnelles HM-GGA (Hybrid-Meta GGA functional) représentent une nouvelle classe de fonctionnelles et font actuellement l'objet de nombreux développements. Le concept est similaire à l'approche des fonctionnelles hybrides, la différence est que l'on part de fonctionnelle m-GGA à la place de GGA. Ces fonctionnelles font donc intervenir l'échange Hartree-Fock, la densité électronique et son gradient ainsi que la densité électronique de l'énergie cinétique (c'est-à-dire le laplacien de la densité). C'est le cas, par exemple, de la fonctionnelle B1B95.
| Paradis = exactitude |                      |         |
| Échelon              | Méthode              | Exemple |
| 5e échelon           | Totalement non local | -       |
| 4e échelon           | Hybrid Meta GGA      | B1B95   |
| 4e échelon           | Hybrid GGA           | B3LYP   |
| 3e échelon           | Meta GGA             | BB95    |
| 2e échelon           | GGA                  | BLYP    |
| 1e échelon           | LDA                  | SPWL    |
| Terre                |                      |         |

### Nomenclature des fonctionnelles: l'exemple de B3LYP
Les fonctionnelles d'échange et de corrélation peuvent adopter des formes mathématiques souvent complexes. De manière à simplifier les notations, la convention est de noter les fonctionnelles du nom de leur(s) auteur(s) suivi de la date de publication dans le cas où un même groupe a publié plusieurs fonctionnelles différentes. La fonctionnelle d'échange électronique développée par Axel Becke en 1988 est ainsi notée B88 et la fonctionnelle de corrélation publiée par le même auteur en 1995 est notée B95. Dans le cas où plusieurs auteurs sont impliqués dans le développement, les initiales de ceux-ci sont utilisées pour symboliser la fonctionnelle. La fonctionnelle de corrélation LYP est ainsi nommée du nom de ses trois auteurs Lee, Yang et Parr.
La description complète de l'échange et de la corrélation électronique est obtenue en combinant une fonctionnelle d'échange et une fonctionnelle de corrélation. La fonctionnelle est alors symbolisée en ajoutant simplement les symboles des fonctionnelles d'échange et de corrélation (toujours dans cet ordre). Dans le cas plus complexe des fonctionnelles hybrides, le nombre de paramètres impliqués est également mentionné.
B3LYP est actuellement la fonctionnelle la plus employée en théorie DFT. Il s'agit d'une fonctionnelle hybride obtenue par combinaison linéaire entre des fonctionnelles d'échange et de corrélation GGA et de l'échange Hartree-Fock. B3LYP signifie Becke - 3 paramètres - Lee, Yang, Parr et est décrite comme :

### Principales fonctionnelles d'échange-corrélation
Le tableau ci-dessous renseigne les principales fonctionnelles d'échange-corrélation employées dans les calculs DFT classées selon le type d'approximation utilisé. Une description plus complète ainsi que les références relatives aux diverses fonctionnelles reprises dans le tableau peuvent être trouvée dans le review publié par S.F. Sousa et al.

## Une méthodeab initioou semi-empirique?
Les méthodes basées sur la théorie de la fonctionnelle de la densité sont considérées à l'heure comme une théorie ab initio par la plupart des scientifiques. En effet, les théorèmes de Hohenberg et Kohn ainsi que le développement amenant aux équations monoélectroniques de Kohn et Sham sont parfaitement rigoureux et sont obtenus sans avoir recours à d'éventuelles approximations. Cependant, la fonctionnelle d'échange-corrélation apparaissant dans les équations rend toutes résolutions exactes impossibles, sa forme analytique étant inconnue. Comme décrit plus haut, il est donc nécessaire d'approximer cette fonctionnelle soit en formulant une forme mathématique approchée de la fonctionnelle ou bien en ajustant un certain nombre de données expérimentales. Cette approche est typique des méthodes semi-empiriques et la méthode DFT pourrait donc tout aussi bien être classée dans cette catégorie.  
L'énergie totale en DFT est exprimée en termes dépendant de la densité électronique plutôt qu'en termes de fonctions d'onde. Il est sans doute plus pertinent de considérer la méthode DFT comme une classe à part dans les méthodes numériques de chimie quantique.

## Méthodes basées sur ledeep learninget l'intelligence artificielle
Les chimistes théoriciens cherchent des alternatives aux calculs de densité électronique basés sur la mécanique quantique. Ces derniers, en théorie, devraient permettre de déduire la structure des matériaux et des molécules, à partir du comportement des fonctions d'onde des électrons. Mais les interactions intramoléculaires entre électrons compliquent énormément les calculs d'orbitales moléculaires et de structures de matériaux (hormis pour quelques molécules très simples).
Le deep learning et l'intelligence artificielle ont récemment permis une grande avancée, publiée fin 2021 dans la revue Science : à Londres, James Kirkpatrick et une vingtaine de ses collègues, tous membres de DeepMind à l'exception d'un informaticien français du CNRS/ENS/Université Paris sciences et lettres (Louis Thiry) et d')une chimiste espagnole (Paula Mori-Sanchez, de l'Université autonome de Madrid), de l'entreprise DeepMind ont fait travailler un réseau de neurones en apprentissage automatique. Ils l'ont « nourri » de données chimiques et moléculaires précises et des contraintes d'électrons fractionnaires, ici appliquées à des systèmes fictifs à charge et spin fractionnaires. Le résultat final a surpassé, et de loin, ceux de toutes les approches classiques de DFT, eux-mêmes meilleurs que ceux des approches quantiques .

Cet outil peut maintenant (fin 2021) prédire (plus finement qu'avec n'importe quelle autre méthode alors disponible) les caractéristiques d'une molécule, à partir de la distribution attendue des électrons dans cette dernière. La fonctionnelle résultante a été nommée DM21 (pour DeepMind 21). Elle décrit déjà avec succès des exemples connus de délocalisation de charge artificielle et de forte corrélation ; et elle le fait mieux que les autres fonctionnelles pour les molécules du groupe principal. La DM21 peut aussi correctement modéliser certaines constructions moléculaires complexes (de chaînes d'hydrogène à des paires de bases d'ADN chargées) ; elle modélise aussi des états de transition de type diradical. La chimiste informaticienne Katarzyna Pernal (de Université de technologie de Lodz en Pologne) interrogée par Nature estime que le modèle d'apprentissage automatique doit encore bien évoluer avant d'être utile aux chimistes computationnels, mais qu'il semble solide. Selon les auteurs, la méthode repose sur des données et des contraintes qui s'améliorent continuellement ; elle ouvre une piste pour découvrir « la fonctionnelle universelle exacte ». L'apprentissage automatique, a comme inconvénient de nécessiter un très grande puissance de calcul, mais une fois l'apprentissage acquis, les prédictions individuelles pourront être faites par un logiciel sur un simple ordinateur portable, à peu de coût et sans forte empreinte carbone (si l'on compare cette solution avec un calcul devant être refait à partir de zéro pour chaque nouveau problème).
L'une des prochaines étapes pourrait être de créer des matériaux, molécules, médicaments nouveaux aux propriétés extraordinaires, sans passer par les calculs quantiques ni par les outils classiques de la théorie fonctionnelle de la densité (DFT) qui, même en utilisant des supercalculateurs restent imparfaits et parfois source d'erreurs (pour des molécules simples telles que le chlorure de sodium). Ceci semble possible grâce à une meilleure approximation de la densité de charge moyenne, sans avoir besoin de calculer la position des électrons individuels. Les auteurs testent déjà l'apprentissage automatique, dont pour évaluer la réactivité chimique de matériaux ou leur propriété de conduction de calories.
Les auteurs ont annoncé que DeepMind mettra son outil à disposition de tous. Au delà des molécules de base, le système devrait maintenant pouvoir apprendre à prédire les caractéristiques de structure cristalline, et de matériaux.

## Théorie de la fonctionnelle de densité perturbative (DFPT)
La DFT permet de calculer l'énergie totale d'un système de manière exacte. Si on introduit une perturbation au système, par exemple un déplacement atomique ou un champ électrique, il est possible de calculer la variation de l'énergie avec la DFT. Avec l'aide de formules de différences finies, on peut donc calculer les différentes dérivées de l'énergie totale. En particulier, on peut s'intéresser aux énergies des phonons du système qui sont reliées à la deuxième dérivée de l'énergie. Souvent on caractérise la perturbation par une modulation spatiale donnée par un vecteur d'onde {\displaystyle {\boldsymbol {q}}}. Dans les solides, les premiers calculs en DFPT ont utilisé la méthode des supercellules afin de calculer l'effet de perturbations ayant {\displaystyle {\boldsymbol {q}}\neq 0}. Malgré le succès de la méthode, elle est relativement coûteuse numériquement car en DFT, le problème s'échelonne en {\displaystyle O(N^{3})} où {\displaystyle N} est le nombre d'électrons dans le système. C'est en 1997 que la version perturbative de la DFT (DFPT) fut développée, permettant de mettre à profit l'équation de Sternheimer afin de pouvoir calculer n'importe quelle perturbation sur une cellule primitive et ainsi ne pas avoir à utiliser de supercellules.

## Logiciels implémentant la DFT
- ABINIT Site officiel
- ADF Site officiel
- AIMPRO  Site officiel
- Augmented Spherical Wave  Site officiel
- Atomistix Toolkit  Site officiel
- CADPAC  Site officiel
- CASTEP  Site officiel
- CP2K  Site officiel
- CPMD  Site officiel
- CRYSTAL  Site officiel
- DACAPO  Site officiel
- DALTON  Site officiel
- deMon2K  Site officiel
- DFT++  Site officiel
- DMol3  Site officiel
- EXCITING  Site officiel
- Fireball  Site officiel
- Firefly  Site officiel
- FLEUR  Site officiel
- GAMESS (UK)  Site officiel
- GAMESS (US)  Site officiel
- Gaussian Site officiel
- GPAW  Site officiel
- JAGUAR  Site officiel
- JDFTx  Site officiel
- MOLCAS  Site officiel
- MOLPRO  Site officiel
- MPQC  Site officiel
- NWChem  Site officiel
- OpenMX  Site officiel
- ORCA  Site officiel
- ParaGauss  Site officiel
- PARATEC  Site officiel
- PARSEC  Site officiel
- PC GAMESS  Site officiel
- PLATO  Site officiel
- Parallel Quantum Solutions  Site officiel
- PWscf  Site officiel
- Q-Chem  Site officiel
- SIESTA  Site officiel
- Socorro Site officiel
- Spartan Site officiel
- SPR-KKR  Site officiel
- TURBOMOLE Site officiel
- VASP Site officiel
- WIEN2k Site officiel